# Basildon, Berkshire
Basildon är en civil parish i West Berkshire, Storbritannien.   Den ligger i grevskapet Berkshire och riksdelen England, i den södra delen av landet, 70 km väster om huvudstaden London. Orten har 1 747 invånare (2011). Byn nämndes i Domedagsboken (Domesday Book) år 1086, och kallades då Bastedene.